# Den enfaldige mördaren
Den enfaldige mördaren är en svensk dramafilm från 1982, skriven och regisserad av Hans Alfredson. Den hade biopremiär i Sverige den 12 februari 1982.

## Handling
Det är 1930-tal i Skåne. Sven (Stellan Skarsgård) är en ung man som misstas för att vara lätt utvecklingsstörd på grund av att han har ett talfel orsakat av gomspalt, vilket gör att han talar otydligt och är svår att förstå. Han kallas "Idioten" och behandlas mycket illa av sin husbonde, den ondsinte och sadistiske fabrikören och godsägaren John Höglund (Hans Alfredson). Läget blir som värst när godsägaren håller bjudning för en svensk nazistförenings lokalavdelning, som gärna plågar Sven i enlighet med sin ideologi.
Som tröst läser Sven mycket i Bibeln och blir vän med den rullstolsburna flickan Anna (Maria Johansson) och hennes familj. När Sven rymmer från fabrikör Höglund, får han anställning med lön hos Annas far, herr Andersson. I sitt arbete tjänar han ihop till sin högsta önskan, en Indian Big Chief-motorcykel med sidovagn. Han målar och reparerar motorcykeln som imponerar på, och respekteras av, byns invånare. Men fabrikören gillar inte att bli av med gratis arbetskraft och hämnas på Sven och hans vänner, men går den här gången för långt.

## Medverkande
- Stellan Skarsgård – Sven
- Hans Alfredson – fabrikör John Höglund
- Maria Johansson – Anna
- Per Myrberg – herr Andersson
- Lena-Pia Bernhardsson – fru Andersson
- Tomas Alfredson – Axel
- Cecilia Walton – Vera, Svens syster
- Nils Ahlroth – Månsson
- Lars Amble – Bengt, Höglunds chaufför
- Wallis Grahn – fru Höglund
- Lena Nyman – damen utan underkropp
- Gösta Ekman – den nye chauffören
- Else-Marie Brandt – Svens mor
- Carl-Åke Eriksson – Wallin, rättare
- Carl Billquist – Flodin, hovmästare
- Anders Granström – ingenjör Berghald
- Anna-Carin Krokstäde – Märit
- Björn Andrésen – ängel
- Daniel Alfredson – ängel
- Erik Spangenberg – ängel
- Georg Årlin – landsfiskalen
- Stellan Sundahl – man på nazistmöte
- Bengt-Göran Svensson — man[2]

## Tillkomst
Filmen bygger på olika avsnitt ur Hans Alfredsons roman En ond man från 1980. Kostymtecknare och kostymör för filmen var Ulla-Britt Söderlund, som vid Oscarsgalan 1976 vunnit en Oscar för kostymerna till Stanley Kubricks film Barry Lyndon (1975). Filmen är inspelad i sydöstra delen av Skåne, bland annat på herrgården Esperöds gods.

## Mottagande
Filmen hade svensk premiär den 12 februari 1982 på biograferna Rio i Tomelilla och Spegeln i Stockholm. Ingmar Bergman lovordade filmen och kallade den "en jäkla märkvärdig film". Alfredson och Skarsgård belönades med en guldbagge vardera. Den sistnämnde fick även priset för bästa skådespelare vid filmfestivalen i Berlin.
Filmen är en av titlarna i boken Tusen svenska klassiker (2009). Esperöds gods, känt som Höglunds gods i filmen, låg 2017 ute för försäljning.